# Glenys Thornton
Pour les articles homonymes, voir Thornton.
Dorothea Glenys Thornton, baronne Thornton (née le 16 octobre 1952), connue sous le nom de Glenys Thornton, est membre travailliste et coopérative de la Chambre des lords. Elle est auparavant sous-secrétaire parlementaire à la santé.

## Carrière
Thornton grandit à Bradford et est diplômé de la London School of Economics. Elle est secrétaire politique de la Royal Arsenal Co-operative Society à partir de 1981, rejoignant l'équipe des affaires publiques de la Co-operative Wholesale Society lors de leur fusion en 1985 et y travaillant jusqu'en 1992. Elle est secrétaire générale de la Fabian Society de 1993 à 1996. Depuis juin 2015, elle est directrice générale de la Young Foundation.
Le 23 juillet 1998, elle est créée pair à vie par Tony Blair, avec le titre de baronne Thornton, de Manningham dans le comté de Yorkshire de l'Ouest. Elle préside la Social Enterprise Coalition jusqu'en janvier 2008, date à laquelle elle est nommée ministre adjointe de la Chambre des lords. En septembre 2007, elle est nommée présidente du groupe consultatif qui forme le personnel du secteur public à travailler avec le secteur bénévole. En mai 2012, elle passe de la santé vers l'égalité, son poste au portefeuille de la santé étant repris par Lord Hunt .

## Vie privée
Thornton vit à Gospel Oak, au nord de Londres, et est marié à l'expert en sécurité Internet John Carr. Ils ont deux enfants adultes.
Elle est membre honoraire de la National Secular Society.